# Julius Herrmann (Politiker)
Julius Herrmann (* 13. Dezember 1847 in Zschöpperitz; † nach 1886) war Lehrer und Mitglied des Deutschen Reichstags.

## Leben
Herrmann besuchte von 1864 bis 1868 das Gymnasium in Altenburg. Danach studierte er von 1868 bis 1872 Philologie und Theologie an der Universität Leipzig. Zwischen 1872 und 1878 war er Rektor in Lobenstein und ab 1878 Rektor an der Bürgerschule in Kahla. Von 1883 bis 1884 war er Landtagsabgeordneter für die Städte des Altenburger Westkreises und ab 1884 war er Stadtverordneter und Sprecher im Stadtverordnetenkollegium in Kahla.
Von 1884 bis 1886 war er Mitglied des Deutschen Reichstags für den Reichstagswahlkreis Herzogtum Sachsen-Altenburg Altenburg, Roda und die Deutsche Fortschrittspartei.